# Hitoshi Sogahata
Hitoshi Sogahata (n. 2 august 1979) este un fotbalist japonez.

## Statistici
| Japonia | Japonia | Japonia |
| An      | Meciuri | Goluri  |
| ------- | ------- | ------- |
| 2001    | 1       | 0       |
| 2002    | 1       | 0       |
| 2003    | 2       | 0       |
| Total   | 4       | 0       |